# Vierphasenmodell nach Malorny
Das Vierphasenmodell nach Malorny, auch Implementierungskonzept von Malorny genannt, ist ein Modell, mit dem man das Führungsmodell TQM (Total-Quality-Management) beschreibt und somit das Ziel „Business Excellence“ erreichen kann.
Es ist ein Umsetzungsmodell für das EFQM-Modell. Jede Phase hat Aufgaben und Maßnahmen, die zur Erreichung von TQM beitragen.

## Phasen

### Sensibilisierungsphase
Die Dauer der Sensibilisierungsphase beträgt zwischen einem und drei Jahren. Abhängig von der Vorbereitung des Unternehmens.
In dieser Phase wird das TQM in die Wege geleitet.
Die Kernpunkte der Sensibilisierungsphase sind, die Vorbereitung des Unternehmens auf TQM. Es muss eine Basis geschaffen werden und die Inhalte des TQM müssen verbreitet werden. Der Veränderungsprozess wird in Gang gesetzt und Pilotprojekte werden begonnen. Dazu gehört auch, dass die Mitarbeiter in Fortbildungen geschickt werden und sich das Wissen aneignen. Das Hauptziel dieser Phase ist der Bewusstseinswandel im Unternehmen.
Die Aufgaben des TQM werden in unterschiedliche Handlungsfelder verteilt.
Angefangen mit dem Feld Gesellschaft. Die Kernaufgabe ist die Öffentlichkeitsarbeit. Ansatzpunkte dafür sind, dass im Unternehmen die Sensibilität für Umweltschutzmaßnahmen geschaffen wird. Diese Umweltschutzmaßnahmen müssen strukturiert, ein Management entwickelt und eingerichtet werden. Außerdem muss nach dem TQM-Steuerkreis ein Konzept für systematische Öffentlichkeitsarbeit entwickelt werden. Die Mitarbeiter müssen angeregt werden, bei der Öffentlichkeitsarbeit mitzuwirken. Das Unternehmen braucht ebenfalls qualitätsorientierte Werbung und öffentliches Auftreten.
Nun das Handlungsfeld Prozesse. Zu den Hauptaufgaben gehört die Problemlösungsfähigkeit. Umgesetzt wird es in dem ein Konzept entwickelt wird, in dem Teamarbeiten in den Vordergrund kommen. Es müssen Problemlösungsgruppen eingeführt werden. Pilotprojekte und Kompetenzzentren für die Anwendung der Qualitätstechniken werden gebildet. Die prozessorientierte Organisation wird entwickelt und zum Teil probeweise durchgeführt.
Das Handlungsfeld Controlling hat die Aufgabe, Verbesserungspotenziale darzustellen. Dazu gehört, dass die Bewertungsergebnisse den finanziellen Ergebnissen gegenübergestellt und verglichen werden. Fehlerkosten müssen erfasst und im Kostencontrolling aufgeführt werden, um eine bessere Transparenz zu schaffen. Innerhalb der Teams werden Managementreviews durchgeführt und Bewertungsansätze zum Self-Assessment-Modell weiterentwickelt. Vorher muss die Schulung der Mitarbeiter in Self-Assessment absolviert werden.
Das letzte Handlungsfeld ist die Zielplanung. Die Kernaufgabe der Zielplanung ist, die strategische Zielsetzung zu systematisieren. Zu den Aufgaben gehört ein Zielplanungskonzept entwickeln, das qualitätsförderlich ist. Ein Jahresplan (über mehrere Jahre) muss auf Basis der Leitlinien unter der Leitung der Geschäftsführung und Beteiligung der Mitarbeiter entwickelt werden. Darüber hinaus sollte eine Wettbewerbsanalyse (Benchmarking) entwickelt und betrieben werden.

### Realisierungsphase
Die Dauer der Realisierungsphase beträgt zwischen zwei und drei Jahren. Das TQM wird nun unternehmensweit eingeführt. Kernpunkte sind die ganzheitliche Einführung durch alle Ebenen und Bereiche, in allen Prozessen und bezogen auf alle Produkte und Dienstleistungen. Das Hauptziel liegt im Führungs- und Strukturwandel des Unternehmens.
Die Aufgaben der Realisierungsphase werden auch in unterschiedliche Handlungsfelder unterteilt.
Beginnend mit der Gesellschaft. Die Förderung und Zusammenarbeit muss gestärkt werden. Dazu gehört, dass öffentliche Einrichtungen gefördert werden. Des Weiteren sollte die Zusammenarbeit mit Forschungs- und Bildungsinstituten weiter ausgebaut werden. Unternehmensweite Umweltschutzmaßnahmen müssen entwickelt und umgesetzt werden, z. B. indem man die Produkte und die Produktion umweltverträglicher macht. Zudem sollten Informationen über das Unternehmen an die Familien der Mitarbeiter weitergeleitet werden. Sozialleistungen, z. B. Fahrgeld, sollten ausgebaut werden. Generell muss die Kommunikation zwischen dem Unternehmen und der Gesellschaft aufgebaut und verbessert werden.
Das Handlungsfeld Prozesse hat die Aufgabe, bereichsinternes Prozessmanagement zu kreieren. Das lässt sich über Problemlösungsgruppen umsetzen, die gebildet werden und die Anzahl der Probleme reduziert. Es werden Prozessteams mit „Prozessbesitzern“ gebildet, um bereichsinterne Prozesse zu identifizieren. Es werden im ganzen Unternehmen Erfahrungen gesammelt, wie Organisationen von Prozessen zu handhaben sind. Darüber hinaus gehört auch die laufende Verbesserung der Prozesse.
Das Controlling-Feld etabliert das Qualitätscontrolling. Indem fachübergreifende Self-Assessment-Teams zusammengestellt und durchgeführt werden. Die Ergebnisse der Self-Assessment-Teams werden zu Verbesserungszwecken genutzt. Es wird ein Qualitätscontrolling-Konzept gestaltet und realisiert. Des Weiteren werden Steuerungsgrößen zu Kunden- und Mitarbeiterzufriedenheit ausgebaut.
Schließlich noch die Zielplanung. Die Kernaufgabe ist die operative Zielsetzung zu systematisieren. Ansatzpunkte dafür sind, die Kundenanforderungen zu identifizieren und Maßnahmen zur Verbesserung einzuleiten. Ebenso müssen die Lieferantenanforderungen identifiziert, bearbeitet und ausgeführt werden. Zusätzlich muss die Kommunikation zwischen den unterschiedlichen Rangordnungen hergestellt werden. Als letzter Ansatzpunkt, müssen in den Teams Jahresziele geschaffen werden, die eine Vorlage der Arbeit bilden.

### Stabilisierungsphase
Die Stabilisierungsphase dauert ca. 1 – 2 Jahre. In dieser Phase muss die Umsetzung von TQM beschleunigt werden, das bedeutet, dass der Verbesserungsprozess beschleunigt werden muss, damit eine neue Ausrichtung des Unternehmens entstehen kann.
Kernpunkte dieser Phase sind die Schaffung von Überprüfungszyklen und die Erstellung geschlossener Regel- und Feedbackkreise. Erfolgreiche Methoden müssen standardisiert und vernetzt werden. Vorschriften müssen entwickelt werden, die die Mitarbeiter motivieren und flexibler in ihren Tätigkeiten machen, dabei wird auch ein innovationsfreundliches Klima geschaffen. In dieser Phase geht es vor allem darum, dass die Mitarbeiter Verantwortung übernehmen. Vorher galt es, dass die Chefs die Verantwortung tragen und alles in die Wege leiten, und nun liegt es an den Mitarbeitern, das Gewünschte umzusetzen und selbst Verantwortung zu übernehmen. Zur Verbesserung des Unternehmens gehört eine vollständige Transparenz der Daten.

„In der Phase der Stabilisierung sollte ein Unternehmen lernen, die schöpferische Kraft des »Und« zu nutzen und den Zwang des »Oder« abzulegen.“

Das Controlling spielt in dieser Phase ebenfalls eine große Rolle. Die Teams sollen die Möglichkeit bekommen, ihre problematischen Prozessparameter zu definieren, zu steuern und zu überwachen. Das birgt allerdings auch die Gefahr der Manipulation, um die vorausgesetzten Ziele doch noch zu erreichen. Diese Gefahr wird vermindert, wenn Abgrenzungs- und Bekenntnissysteme vorliegen, die die Leitlinien festlegen.
Die Hauptaufgabe der Stabilisierungsphase ist die Vernetzung der Einzelmaßnahmen und damit die Trennung von Techniken die den Erfolg des Unternehmens verhindern. Das alles führt zur ständigen Verbesserung.

### Phase der Exzellenz
Die Phase der Exzellenz dauert unbestimmt lang an. Das Unternehmen führt die Maßnahmen von TQM nun laufend durch. Zu dieser Phase gehört die Verfeinerung und Dynamisierung des TQM.
Es geht um die ständige Verbesserung des Prozesses. Divergenzen werden korrigiert, Fehler werden aufgespürt und beseitigt. Das Unternehmen ist nun eine lernende Organisation, die neue Ideen (von Mitarbeitern) entwickelt und versucht umzusetzen. Das Hauptziel dieser Phase ist die Verfeinerung der TQM-Prozesse.
Angefangen im Handlungsfeld Gesellschaft. Die Kernaufgabe ist die Gestaltung und Führung öffentlicher Themen. In dem sich das Unternehmen politisch beteiligt und bei erstrebenswerter Meinungsbildung und Gesetzgebung präsentiert. Außerdem sollte das Handwerk des sozialen Engagements des Unternehmens verbessert werden. Der Naturschutz sollte in die Umweltmaßnahmen aufgenommen werden und Umweltbilanzen müssen erstellt werden. Darüber hinaus kann der Unternehmenssitz baulich der Unternehmensphilosophie angepasst werden.
Das Handlungsfeld Prozesse fördert die Selbstorganisation. Beispielsweise sollte die Eigenständigkeit in den Teams gefördert werden. Expertenzentren für spezialisiertes Wissen werden gebildet und sind organisatorische Unterstützer der Teams. Eine Wettbewerbskultur wird geschaffen und theoretische Organisationsvorschläge werden umgesetzt.
Das Controlling-Feld bestimmt neue Grenzlinien, indem Abgrenzungssysteme erarbeitet und angewendet werden. Wechselseitige Steuerungssysteme werden erarbeitet und genutzt. Hinderniserkennungssysteme werden entworfen und Früherkennungssysteme von Problemen erarbeitet.
Die Zielplanung ist dafür verantwortlich, dass eine selbstständige Zielplanung gefördert wird. Ansatzpunkt ist die Entwicklung von Frühwarnsystemen, die Veränderungen des Marktes und der Umwelt erfassen. Die Teams werden ermächtigt zur operativen Zielsetzung. Vorausschauende Unternehmenszielsetzung für die Ziele der Teams müssen festgelegt werden. Die Zielrealisierung muss von der Leistungsbewertung für die Führungskräfte und Mitarbeiter getrennt werden. Dadurch wird auch die Kommunikation untereinander gefördert.
Das Hauptziel dieser 4 Phasen ist Business Excellence und die nachhaltige kontinuierliche Wertsteigerung.